# Fonti e storiografia su Augusto

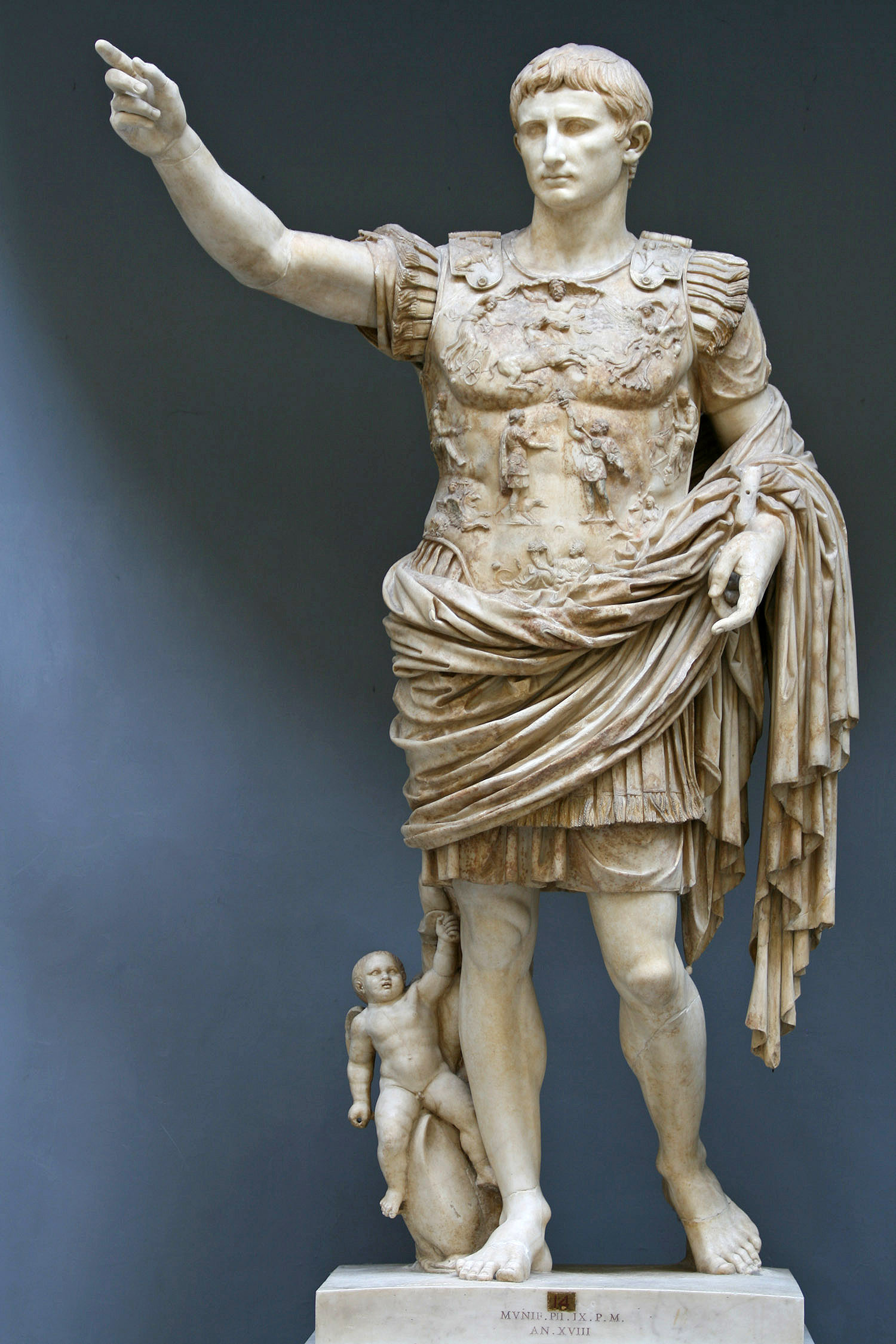
Statua di Augusto detta "Augusto di Prima Porta" o "Augusto loricato", custodita ai Musei Vaticani.

Per fonti e storiografia su Augusto si intendono le principali fonti (letterarie, numismatiche, archeologiche, ecc.) contemporanee alla vita dell'imperatore romano Augusto, nonché la descrizione degli eventi di quel periodo e l'interpretazione datane dagli storici, formulandone un chiaro resoconto (logos), grazie anche all'utilizzo di più discipline ausiliarie. Augusto ha lasciato una grande  eredità storica e culturale studiata nei secoli successivi fino ad oggi e a volte distorta per propaganda politica.

## Fonti biografiche

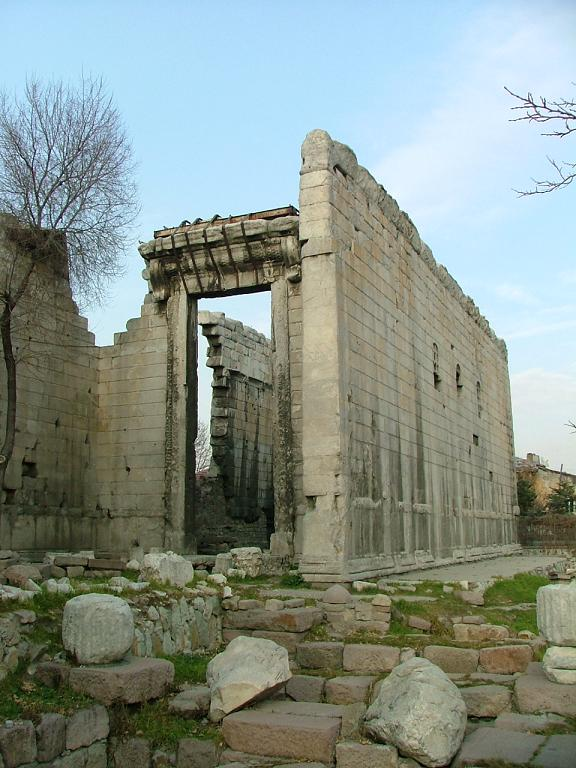
Monumentum Ancyranum. Il tempio di Augusto e della dea Roma ad Ancyra sulle cui pareti sono incise le Res Gestae Divi Augusti.

Le principali fonti per la vita e il ruolo di Augusto e degli altri membri della famiglia imperiale sono rappresentate prima di tutto dalle Res gestae divi Augusti, ovvero un dettagliato resoconto delle opere del princeps, fondatore dell'Impero romano, sotto forma di testamento morale. Svetonio racconta che una volta morto, lasciò tre rotoli, che contenevano:
- il primo, le disposizioni riguardanti il suo funerale,
- il secondo, un riassunto delle opere che aveva compiuto,
- il terzo la situazione dell'Impero romano, da quanti soldati vi erano sotto le armi e dove erano dislocati, quanto denaro vi era nell'aerarium e quanto nelle casse imperiali, oltre alle imposte pubbliche.[1]

Il testo dell'opera ci è giunto trascritto in un'iscrizione sia in latino che nella traduzione greca, rinvenuta nel 1555. Era incisa sulle pareti del tempio, dedicato a Roma e ad Augusto, situato ad Ancyra (l'odierna Ankara, la capitale della Turchia) e pertanto è stata denominata Monumentum Ancyranum. Secondo il volere di Augusto, il testo era stato inciso originariamente su tavole di bronzo, collocate all'ingresso del suo Mausoleo. Altre copie, molte delle quali sono giunte frammentarie, dovevano essere incise sulle pareti dei templi a lui dedicati. Augusto riportava gli onori che gli erano stati via via conferiti dal Senato e dal popolo romano per i servizi da lui resi; le elargizioni e i benefici concessi con il suo patrimonio personale allo stato, ai veterani di guerra e alla plebe; i giochi e le rappresentazioni dati a sue spese; infine gli atti da lui compiuti in pace e in guerra. Il documento non menziona il nome dei nemici e neppure quello di qualche membro della sua famiglia, ad eccezione dei successori designati: Marco Vipsanio Agrippa, Gaio Cesare e Lucio Cesare, oltre al futuro imperatore Tiberio.
Altre fonti valide sono le biografie di Svetonio (Vite dei dodici Cesari), oltre a Appiano di Alessandria (Historia Romana), Sesto Aurelio Vittore (De Caesaribus), Cassio Dione Cocceiano (Historia Romana), Publio Cornelio Tacito (Annales) e Velleio Patercolo (Historiae Romanae).

## Augusto nella storiografia e ritrattistica antica

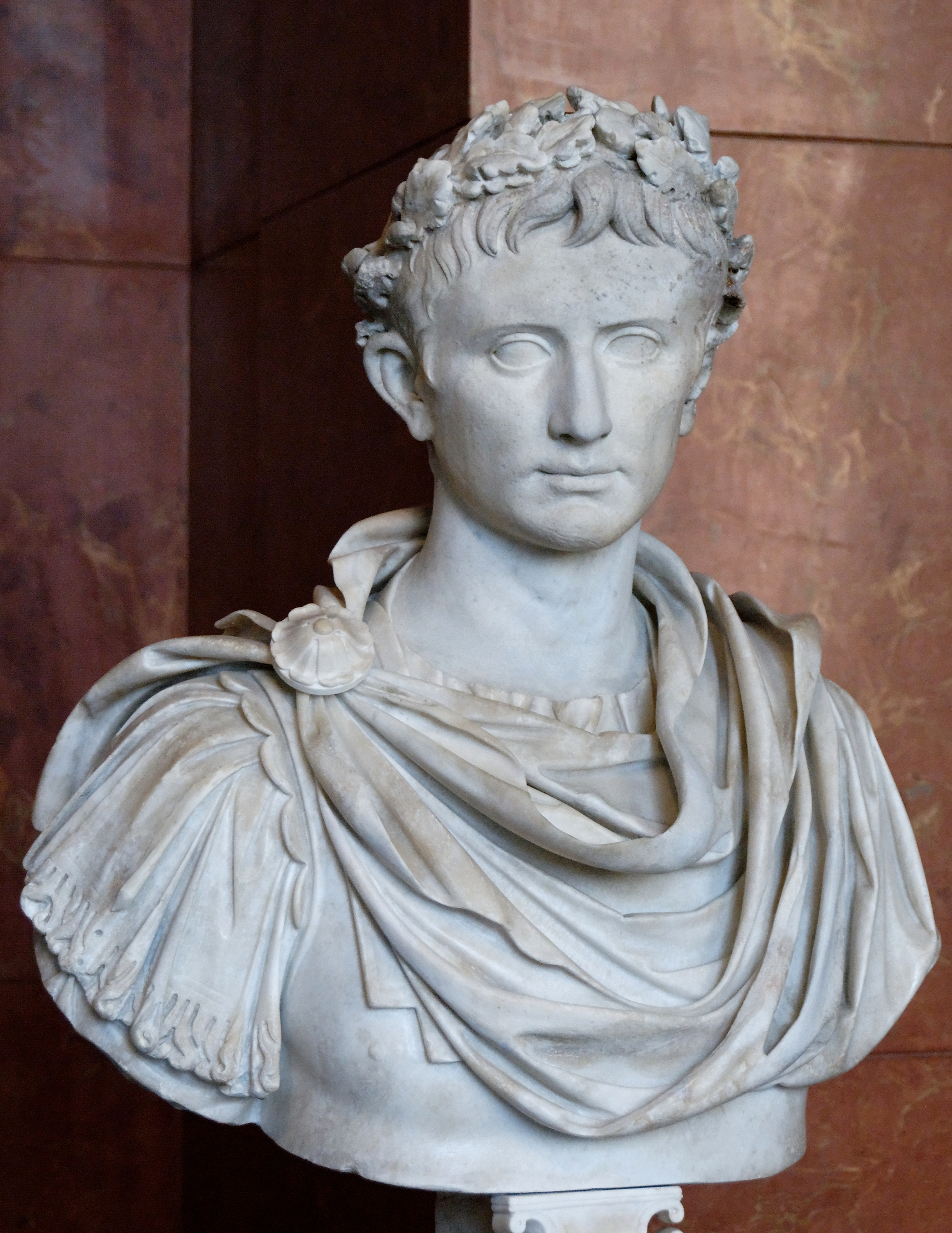
Ritratto di Augusto (Museo del Louvre).

### Svetonio
Amò profondamente il suo popolo, tanto da rifornirlo di ogni comodità possibile, a partire dalla costruzione di numerosi acquedotti a Roma:
(Svetonio, Augustus, 42.)
ma non risparmiò allo stesso le necessarie critiche ai costumi dell'epoca, come quando
(Svetonio, Augustus, 40.)
Il popolo lo amò, a sua volta, immensamente:
(Svetonio, Augustus, 57.)
Augusto ebbe un ottimo rapporto con l'ordine senatorio. Svetonio racconta che, nei giorni di seduta del Senato, egli salutava i senatori solo all'interno della curia e dopo che si fossero seduti, chiamando ciascuno con il suo nome, senza alcun suggerimento. E quando se ne andava, salutava tutti allo stesso modo, senza costringerli ad alzarsi. Coltivò relazioni con molti di loro e spesso fu presente alle solennità celebrate dagli stessi, almeno fino a quando non fu troppo vecchio. Si racconta che:
(Svetonio, Augustus, 53.)
(Svetonio, Augustus, 54.)
non fu da meno il rapporto che ebbe con l'ordine equestre, tanto che i cavalieri, spontaneamente e di comune accordo, celebrarono ogni anno la data della sua nascita, per due giorni consecutivi.

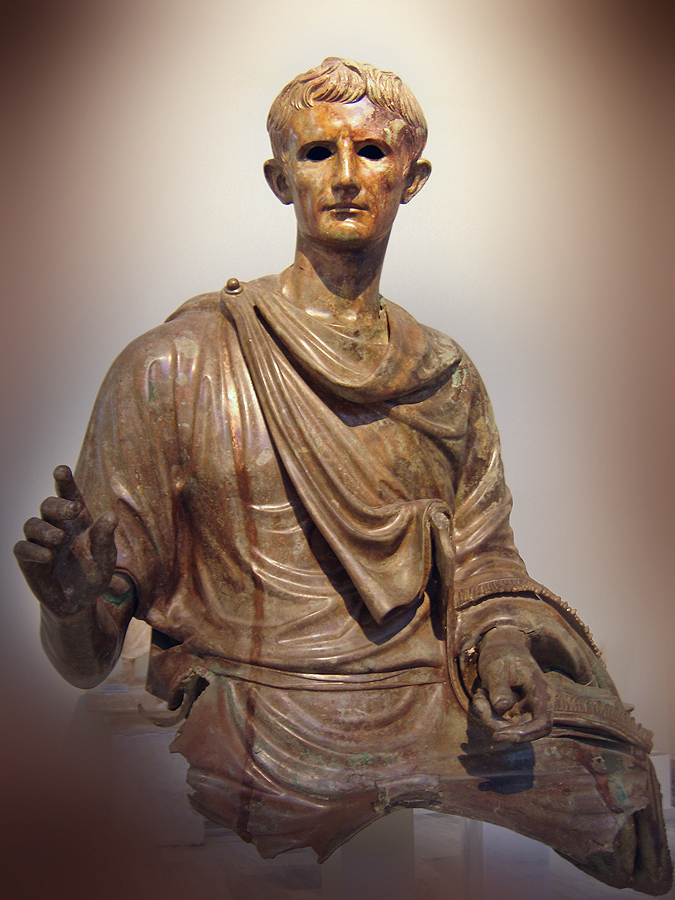
Ritratto equestre di Augusto in bronzo (Museo archeologico nazionale di Atene).

Riguardo al rapporto che ebbe con i suoi generali:
(Svetonio, Augustus, 25)
(Svetonio, Augustus, 38.)
Volle che i suoi amici, per quanto potenti, venissero giudicati allo stesso modo di tutti gli altri, e sottomessi alle comuni leggi. Quando Nonio Asprenate, con il quale era in grande amicizia, dovette difendersi contro dall'accusa di avvelenamento mossagli da Cassio Severo, Augusto chiese al Senato come dovesse comportarsi. Egli infatti era incerto sul da farsi, poiché temeva che aiutando Nonio, potesse evitargli una condanna in caso di colpevolezza, astenendosi, avrebbe dimostrato di abbandonarlo e lo avrebbe così condannato in anticipo. Allora con il consenso di tutti, si sedette al banco della difesa per numerose ore, in silenzio e senza testimoniare.
(Svetonio, Augustus, 66.)
Si mantenne fedele ai patti stipulati con le popolazioni alleate:
(Svetonio, Augustus, 21.)

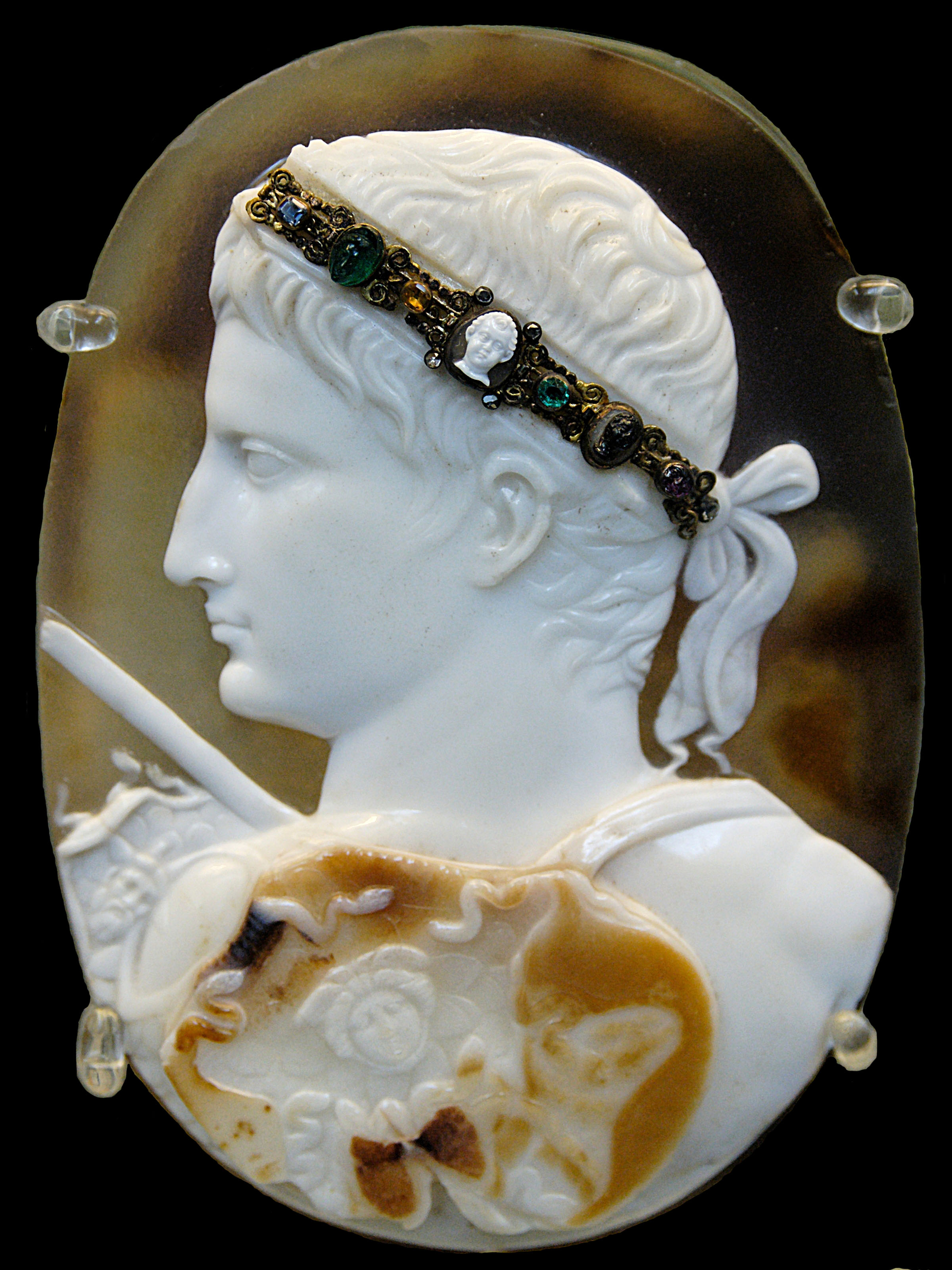
Cameo di Augusto, conservato presso il British Museum di Londra.

Di lui Svetonio racconta che fosse un uomo senza scrupoli:
(Svetonio, Augustus, 27)
ed anche sprezzante del pericolo,
(Svetonio, Augustus, 43.)
(Svetonio, Augustus, 53.)
Difese il proprio potere in numerose circostanze:
(Svetonio, Augustus, 19.)
Vero è che, in molte altre circostanze, fu clemente e semplice, comportandosi come un cittadino qualsiasi. Non a caso accordò il perdono a numerosi membri del partito avversario, concedendo loro salva la vita e permettendo anche di occupare importanti incarichi nell'amministrazione della Res publica.

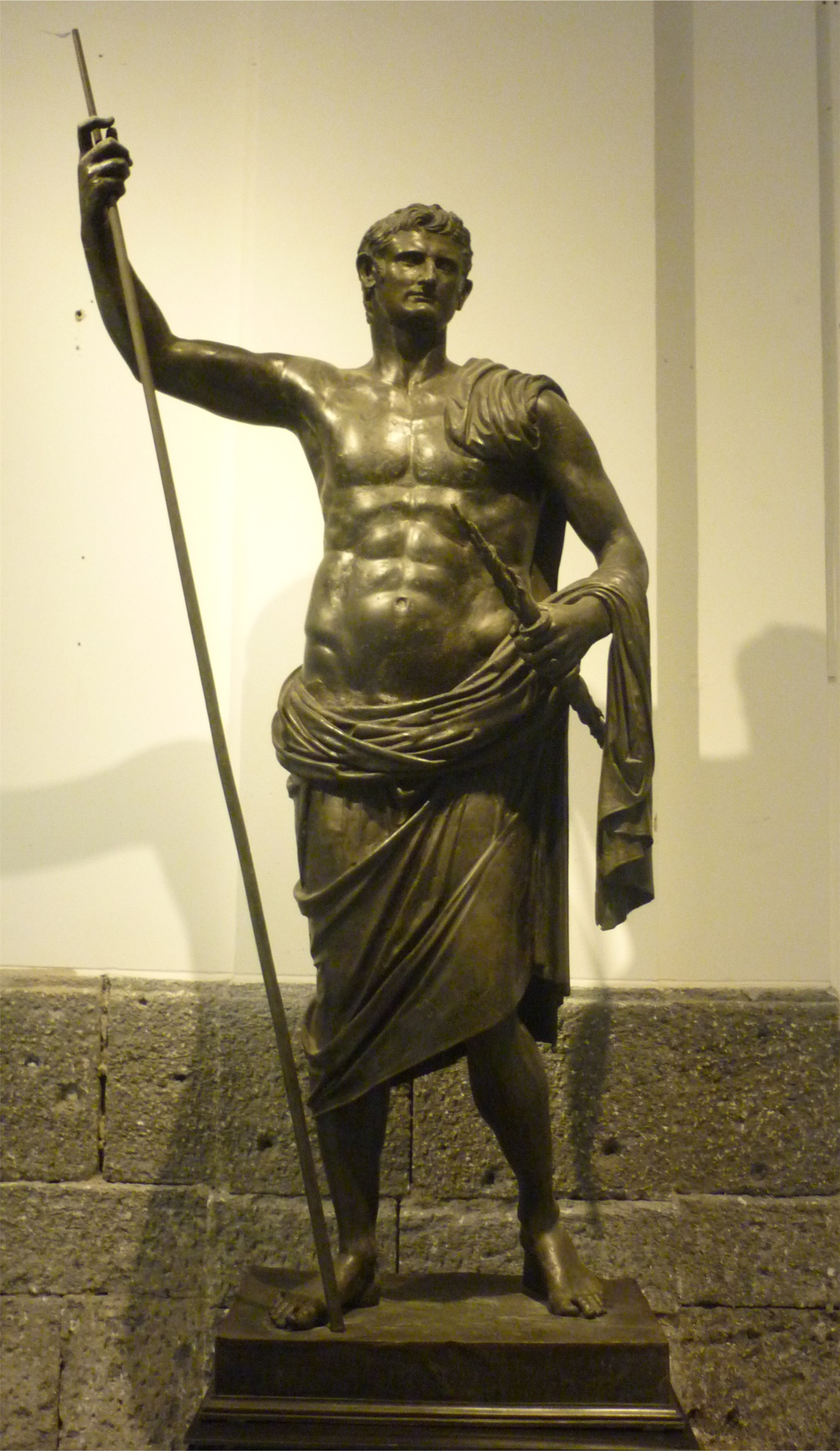
Statua in bronzo di Augusto (h 2,50 m) (Museo Archeologico Nazionale di Napoli).

A lui non vennero risparmiate anche pesanti accuse da parte dei suoi avversari politici, come quella di Sesto Pompeo che sosteneva fosse effeminato; o di Marco Antonio che gli imputava di essersi meritato l'adozione dello zio, Gaio Giulio Cesare, per le sue compiacenze sessuali; o anche del fratello di Marco, Lucio Antonio, il quale raccontava che in Spagna si fosse prostituito anche ad Aulo Irzio, per trecentomila sesterzi. Lo stesso popolo romano, un giorno nel corso di giochi pubblici, interpretò come un'ingiuria contro Augusto, quando un attore parlando di un sacerdote di Cibele esclamò:
(Svetonio, Augustus, 68.)
Anche gli amici non poterono negare che egli abbia praticato l'adulterio, giustificando il fatto che lo abbia commesso non tanto per libidine, ma per fini politici, nel tentativo di carpire più facilmente le trame dei suoi avversari, interrogando le loro mogli. Svetonio aggiunge che Antonio gli rimproverò, non solo il suo matrimonio precipitoso con Livia, ma anche il fatto di aver fatto alzare dal triclinio la moglie di un consolare, davanti al marito, conducendola nella camera da letto e poi riconducendola tra i commensali con le orecchie rosse e i capelli in disordine; di aver procurato relazioni illecite ad amici, i quali facevano spogliare madri di famiglia e vergini adulte. Fu accusato anche di essere molto avido nei confronti dei mobili preziosi e dei vasi di Corinto, oltre ad amare il gioco. Svetonio lo scagiona però aggiungendo:
(Svetonio, Augustus, 71.)
Scrivendo alla figlia le diceva:
(Svetonio, Augustus, 71.)
I suoi luoghi preferiti di villeggiatura furono le coste e le isole della Campania, o anche le città vicine a Roma, come Lanuvium, Praeneste, Tibur, dove amministrò la giustizia in numerose occasioni, sotto i portici del santuario di Ercole Vincitore. Non amava le case di campagna troppo grandi o lussuose. Non a caso fece abbattere anche la casa che sua nipote Giulia si era fatta costruire nel lusso. Le sue, anche se modeste, furono abbellite con statue, quadri, porticati, boschetti, oltre ad oggetti curiosi per antichità e rarità, come i resti giganteschi di bestie mostruose scoperti a Capri e chiamati "ossa dei giganti" e "armi degli eroi".
(Svetonio, Augustus, 73.)

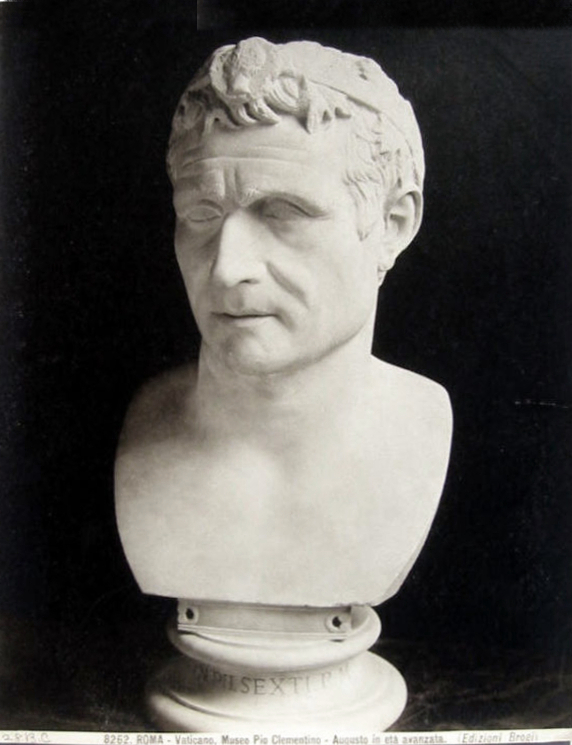
Augusto in età avanzata (Museo Pio-Clementino-Musei Vaticani, Roma).

L'abbigliamento era estremamente semplice:
(Svetonio, Augustus, 73.)
Era di bell'aspetto, ma spesso era negligente nella sua cura:
(Svetonio, Augustus, 79.)
Raccontano che il suo corpo fosse coperto di macchie, sul suo petto e sul suo ventre, che riproducevano curiosamente per numero e disposizione la figura dell'Orsa. Aveva, inoltre, callosità e croste un po' ovunque, generate del prurito sul corpo e dall'abitudine a grattarsi con una spazzola. La sua anca ed il suo femore, oltre alla sua gamba sinistra risultarono più deboli, tanto da zoppicare, ma vi trovava rimedio con cinghie e pezzi di legno. Soffriva anche alla vescica e di calcoli che spesso espelleva con l'orina.
Fu spesso soggetto, nel corso dell'intera sua vita, a numerose malattie, gravi e pericolose. Si racconta ad esempio che dopo aver domato i Cantabri, soffrì di eccessi di bile e poiché i balsami caldi non lenivano a sufficienza i dolori, il medico Antonio Musa gli prescrisse di curarsi con lenitivi freddi. Soffriva di malattie annuali: il giorno del suo compleanno spesso non stava bene, oppure all'inizio della primavera soffriva di infiammazioni intestinali. Ed il suo corpo debilitato difficilmente sopportava freddo o caldo.
Riusciva a porre rimedio ad una salute tanto precaria, per prima cosa lavandosi poco, facendosi poi frizionare spesso, sudando vicino al fuoco, immergendosi nell'acqua tiepida o scaldata al sole. Ma tutte le volte che poteva ricorreva a bagni di mare o alle cure termali di Albula, sedendosi su uno sgabello di legno e agitando mani e piedi con movimenti alterni.
Egli, leggendo sia gli autori in lingua greca, sia quelli in lingua latina, cercò i giusti insegnamenti ed esempi utili per la vita pubblica e privata; questi insegnamenti li raccoglieva, parola per parola, e li inviava molto spesso sia ai componenti della sua famiglia, sia ai comandanti delle armate e delle province, sia ai magistrati in Roma, a seconda degli ammonimenti che ciascuno aveva bisogno. Ed anche lesse in Senato o rese noto al popolo, per mezzo di un editto, interi libri, come le orazioni di Q. Metello «Sull'aumento della prole» e quelle di Rutilio «Su come costruire gli edifici», per persuaderli maggiormente di non essere stato il primo a notare queste due questioni, ma che già gli antichi si erano interessati a ciò.
Era superstizioso e provava per tuoni e fulmini un terrore quasi cieco, tanto da portare con sé la pelle di una foca per trovarvi riparo. Egli infatti di fronte alla minaccia di temporale si nascondeva in un luogo riparato, fatto a volta, poiché in passato, durante una marcia notturna, era stato spaventato da un fulmine. Non trascurava poi i sogni, né i suoi né quelli che gli altri facevano di lui. Era poi soggetto, durante la primavera, a visioni terrificanti, mentre durante la restante parte dell'anno erano più rare.